# Залози Монгомері
Залози Монтгомері (лат. glandulae Montgomerii), також залози ареоли (лат. glandulae areolares) — невеликі анатомічні утворення, розташовані в ареолі по периферії соска. Кількість їх може варіюватися від 4 до 28 (в середньому — 10—12); найбільшого розвитку вони досягають до кінця вагітності та існують протягом усього періоду лактації. Названі іменем ірландського акушера — Вільяма Фетерстоуна Монгомері, який вперше описав дані структури у 1837 році.

## Опис
Залози Монтгомері морфологічно представляють собою видозмінені сальні залози, розташовані під шкірою навколо соска. На поверхні ареоли (лат. areola) розташовані горбки, які інколи називають горбками Монтгомері (лат. tuberculus Montgomerii). На вершинах цих горбків відкривається вивідний проток самої залози Монтгомері.
Існує кілька версій щодо призначення секрету, що виділяється залозами Монтгомері. Деякі вчені стверджують, що ці залози, будучи видозміненими сальними, здатні виділяти ліпоїдний фактор, який у незначній мірі запобігає пересиханню сосків та має слабкі бактерицидні властивості. Також ці залози є рудиментарними залишками молочних залоз, описані випадки, коли залози Монтгомері виділяли молоко.
Із сучасних версій відзначають дослідження, проведені в Національному науково-дослідному центрі Франції міста Діжон (англ. National Centre for Scientific Research in Dijon) під керівництвом професора Бенуа Шаала (фр. Benoist Schaal). Група вчених експериментально встановила, що існує залежність між числом залоз Монтгомері у матерів та темпами фізичного розвитку їхніх дітей (чим більше залоз Монтгомері у матері, тим активніше харчується її дитина).
Імовірно, в секреті залоз Монтгомері міститься речовина, яка вловлюється нюховими рецепторами дитини. Автори вважають, що їх дослідження мають практичне значення: якщо вдасться ідентифікувати і синтезувати речовину, яка виділяється з цих залоз, то надалі її можна буде використовувати для привчання недоношених дітей до харчування молоком з материнських грудей.[джерело?]